# Zuid-Aziatische plofmier
De Zuid-Aziatische plofmier (Colobopsis explodens) is een mierensoort uit de onderfamilie van de schubmieren (Formicinae) die gevonden wordt in Zuidoost-Azië. Ze wordt aangetroffen en is inheems in Thailand, Maleisië en Singapore en op Borneo.
De wetenschappelijke naam van de soort is voor het eerst gepubliceerd in 2018 door Laciny & Zettel, die ze uitkozen als modelsoort voor de studie van plofmieren (C. cylindricus complex, 'COCY' spp.).